# António Augusto Esteves Mendes Correia
António  Mendes Correia (Oporto, 4 de abril de 1888-Lisboa, 7 de enero de 1960) fue un antropólogo portugués. Es conocido por proponer la teoría de la existencia de migraciones provenientes de Australia que hicieron escala en las costas de Antártida hasta llegar al sur de Sudamérica.

## Biografía
Nació el 4 de abril de 1888, más tarde asistió al curso en medicina, años más tarde se graduó y terminó en 1911 con la más alta calificación.
.
En el mismo año fue nombrado asistente de la Facultad de la Universidad de Oporto, donde comenzó, el año siguiente, el presidente de Antropología de la educación. En 1913 hizo pública convocatoria de pruebas en la misma universidad que enseña. En 1919 también fue profesor de Geografía y Etnología en la Facultad de Artes de Oporto.
Mendes Correia realizó investigaciones en diversos campos de la antropología, arqueología, etnología, etc. Estas obras se destacan en una reputación internacional. Sus cualidades de maestro, profesor e investigador desde muy joven.Ha recibido de las asociaciones científicas clasificaciones o premios que Incluyen, entre otros: Doctor Honoris Causa de las Universidades de Lyon, Mompilher y Johannesburgo, miembro de la Academia de Ciencias de Lisboa, la Academia Portuguesa de Historia de la Pontificia Academia de las Ciencias (Nuovi Lincei) del Real Instituto Antropológico de Gran Bretaña, la Sociedad de Antropología de París,etc.
También tiene numerosas condecoraciones nacionales y extranjeras. Fue miembro fundador del Instituto de Antropología, Universidad de Porto, teniendo - aún hoy - su nombre. Con otros profesores de Oporto, fundado en el año de 1918, la Sociedad Portuguesa de Antropología y Etnología, que es alentador e importante presidente. El vol.XVII (1959) de trabajo se dedicó a él.
La investigación antropológica de las provincias de Ultramar Mendes Correia había en uno de los más cálidos defensores. Él, en el año 1946, se hizo cargo de la escuela colonial, más tarde llamado el Instituto de Estudios de Ultramar. Al mismo tiempo, fue elegido Presidente de la Junta de Misiones y geográfica de Investigaciones colonial. Alcalde de la ciudad de Oporto y de la Cámara Empresarial Fiscal de 1936 a 1942, las actividades de Mendes Correia se sintió principalmente en el contexto cultural de manera notable. También fue miembro de la Asamblea Nacional (1945-56) y se han celebrado desde el año 1951, el presidente de la Sociedad de Geografía de Lisboa. Finalmente murió el 7 de enero de 1960, en Lisboa, a la edad de 71 años.